# 2,6-二氨基吡啶
2,6-二氨基吡啶是一种有机化合物，化学式为C5H7N3。

## 制备
2,6-二氨基吡啶可由吡啶和氨基钠（化学计量比1:2）在相转移催化剂的存在下，于180℃反应产生二钠盐，再水解后得到。产物可用甲苯进行重结晶。

## 用途
2,6-二氨基吡啶可用于生产止痛药。